# NGC 4867
NGC 4867 este o galaxie eliptică situată în constelația Părul Berenicei. A fost descoperită în 10 mai 1863 de către Heinrich Louis d'Arrest. Se află la o distanță de 92,47 de megaparseci de Pământ.